# Platymantis dorsalis
Platymantis dorsalis är en groddjursart som först beskrevs av Duméril 1853.  Platymantis dorsalis ingår i släktet Platymantis och familjen Ceratobatrachidae. IUCN kategoriserar arten globalt som livskraftig. Inga underarter finns listade i Catalogue of Life.